# Циківський заказник
Ци́ківський зака́зник — ландшафтний заказник загальнодержавного значення в Україні, об'єкт природоохоронного фонду Хмельницької області. Розташований у межах Кам'янець-Подільського району, при західній околиці села Нігин.

## Історія
Постановою Ради Міністрів УРСР за № 780-р від 14 жовтня 1975 року у кв. 20 була створена ботанічна пам'ятка природи «Циківська дача» площею 81 га . Розпорядженням Хмельницького облвиконкому за №166-р від 15 липня 1977 р. у кварталах 5 та 6 було створено заказник загальною площею 106 га. 
Циківський заказник створений у 1981 році . Перебуває у віданні ДП «Кам'янець-Подільський лісгосп». Площа 290 га, включає квартали 5, 6, 17, 20 повністю і окремі ділянки кварталів 11, 13, 14, 15, 16).

## Опис
Територія Циківського заказника охоплює мальовничу ділянку Товтр, вкриту мішаним лісом, на заході вона межує із Смотрицьким каньйоном. У рослинному покриві спостерігається низка реліктових видів. На пологих вершинах Товтр та біля їхнього підніжжя зростає клокичка периста. У деревостані рідкісною є берека. В окремих місцях трапляються лунарія оживаюча та бруслина карликова, занесені до Червоної книги України. Унікальним для Поділля є здерев'янілий столітній плющ звичайний. У дубовому лісі зростає рідкісний шафран Гейфеля, тут він перебуває на східній межі поширення. На прилеглих лісових ділянках знайдені скополія карніолійська, гніздівка звичайна, коручка чемерникоподібна, занесені до Червоної книги України. 
Багатий тваринний світ Циківського заказника. Тут мешкають сарни, дикі свині, лисиці, куниці, зайці, їжаки, хом'яки, пугач, сіра та вухата сови, дятли, славки та інші птахи. 
Циківський заказник входить до складу національного природного парку Подільські Товтри.